# Pavel Tsitsianov
Pavel Dmitriyevich Tsitsianov (em russo:  Павел Дмитриевич Цицианов), também conhecido como Pavle Dimitris dze Tsitsishvili (em georgiano:  პავლე ციციშვილი) (19 de Setembro de 1754—20 de Fevereiro de 1806) foi um nobre georgiano e proeminente General do Exército Imperial Russo. Foi o responsável pela conquista de grandes porções do Cáucaso meridional persa durante a Guerra russo-persa de 1804–1813, desde 1802 a 1806 ele também serviu como vice-rei do Cáucaso.

## Família e começos
Tsitsianov nasceu no seio da família georgiana nobre de Tsitsishvili, filho de Dimitri Pavles dze Tsitsishvili e da sua mulher Elizabeth Bagration-Davitashvili. O seu avô, Paata, foi viver à Rússia no começo do século XVIII fazendo parte dum grupo de refugiados georgianos que acompanharam o monarca georgiano Vactangue VI. Tsitsianov teve um irmão mais novo, Mikhail Dmitriévich Tsitsianov, senador do Império Russo.
Tsitsianov começou a sua carreira no Regimento Preobrazhensky da Guarda Imperial Russa em 1772. Em 1786 foi feito Coronel dum regimento de granadeiros e foi neste regimento onde começou a sua distinção militar durante a Guerra russo-turca de 1787–1792 baixo Catarina, a Grande. Em dita guerra, ele lutou em Khotin, no Rio Salchea, em Ismail e em Bender.
Em 1796 a imperatriz decidiu castigar a Pérsia pela sua invasão da Geórgia, mandando Tsitsianov como parte da Expedição russa à Pérsia em 1796 baixo o comando do Conde Valerian Zubov. Depois dos resultados indecisos da missão, aliados à morte da imperatriz e a desordem posterior associada com o reinado do Imperador Paulo I, Tsitsianov retirou-se temporariamente de serviço mas voltou ao trabalho depois da coroação de Alexandre I.

## Domínio na Geórgia e guerras no Cáucaso
Em 1802 foi escolhido como Governador Geral da recentemente anexada Geórgia, onde a sua regência foi caracterizada pelo imposição russa, incluindo o exílio dos restantes membros da antiga dinastia Geórgiana à Rússia. Ele executou com sucesso vários projectos importantes, tais como melhoar a Estrada Militar Georgiana, e levar o exército russo à victória na primeiras etapas da Guerra russo-persa de 1804–1813. O nome de Tsitsianov era frequentemente pronunciado como "Sisisanov" ou "Zizianov" em persa, mas o seu outro título "o Inspector" era pronunciado Ispokhdor em azeri, e é por este nome que é geralmente chamado pelos iranianos. Como a professora Stephanie Cronin afirma, Tsitsianov presidiou numa nova ronda de agressão brutal presenta na Guerra russo-persa de 1804–1813. Ele tinha fortes sentimentos negativos contra os muçulmanos e os "persas" em particular, sobretudo tudo o relacionado com o Irão. Uma grande mostra disto foram as actitudes e a táctica usada na Batalha de Ganja em 1804. Como foi dito por Cronin, a conquista de Ganja não foi menos brutal do que o saqueio de Maomé Cã Cajar de Tblisi em 1795, tendo tornado a cidade em ruínas, matando o seu governador, Javad Khan, o seu filho, muitos dos defensores e a população civil.